# 伯南布哥鵂鶹
伯南布哥鵂鶹（學名：Glaucidium mooreorum）是鴟鴞科鵂鶹屬下的一種。這種在2000年才被確認為新種的鳥是巴西伯南布哥的特有種。雖然有分類學者指這一種的學名應是目前用於小鵂鶹的（G. minutissimum），而小鵂鶹則應該更名，但目前為止這種說法暫未得到普遍支持。
此鳥在IUCN紅色名錄中列為極危物種，主因是其分佈狹窄，且棲地正不斷減少，導致種群數目不斷減少。目前推算的數目為不多於50頭成鳥。

## 外部連結
- 國際鳥盟介紹 （页面存档备份，存于）
- IUCN紅色名錄內的介紹[永久]